# Bayerischer Ministerrat
Der Bayerische Ministerrat wurde ursprünglich als Versammlung der Staatsminister durch die „Instruktion vom 9. Januar 1821 über die Bildung des Ministerrats“ institutionalisiert. Der Ministerrat diente als beratendes Organ des Königs. Zwar übte das Gremium im Laufe der fortschreitenden Konstitutionalisierung der Monarchie im Bayern des 19. Jahrhunderts in zunehmendem Maße auch tatsächliche Exekutivfunktionen aus, aber erst durch den revolutionären Umsturz vom 7./8. November 1918 wurde der Bayerische Ministerrat, auch „Gesamtministerium“ genannt, zum höchsten Regierungsorgan. Von 1930 bis 1933 war das Gesamtministerium – ohne eine parlamentarische Mehrheit – unter Ministerpräsident Heinrich Held nur geschäftsführend im Amt; nach 1933 blieb der Ministerrat zwar formal bestehen, war aber im System des NS-Staates bedeutungs- und funktionslos geworden.

## Protokolle 1919–1945
Die Protokolle für die Zeit von 1919 bis 1933 werden von der Kommission für bayerische Landesgeschichte bei der Bayerischen Akademie der Wissenschaften in Zusammenarbeit mit der Generaldirektion der Staatlichen Archive Bayerns ediert. Bisher sind drei Bände erschienen. Eine Edition zum Wirken der revolutionären Regierung Kurt Eisners 1918/1919 wurde bereits Ende der 1980er Jahre von der Kommission für Geschichte des Parlamentarismus und der politischen Parteien herausgegeben.

## Protokolle 1945–1962
Die Protokolle des Bayerischen Ministerrats für die Jahre ab 1945 werden seit 1991 von der Historischen Kommission bei der Bayerischen Akademie der Wissenschaften zusammen mit der Generaldirektion der Staatlichen Archive Bayerns herausgegeben. Für die Jahre 1945 bis 1954 liegt diese Edition – der Anfang wurde im Juli 2017 gemacht – inzwischen auch online vor. 2016 beschloss der Bayerische Ministerrat die Fortsetzung der anfangs bis 1954 geplanten Edition bis zum Jahr 1962. Ab dem Regierungsjahr 1955 wird die Edition nur noch online fortgesetzt.
Der erste Bayerische Ministerrat nach Kriegsende trat am 8. Juni 1945 unter dem Vorsitz des am 28. Mai von der US-Militärregierung zum Bayerischen Ministerpräsidenten eingesetzten früheren BVP-Politikers Fritz Schäffer zusammen. Grundlage für die anfänglich noch unregelmäßig, sehr bald und in allen späteren Kabinetten dann auf wöchentlicher Basis stattfindenden Ministerratssitzungen war zunächst die am 26. Juli 1945 verabschiedete „Geschäftsordnung für die vorläufige Regierung des Landes Bayern“. Diese regelte unter anderem die Zusammensetzung der Regierung, die Richtlinienkompetenz des Ministerpräsidenten, auch den Verkehr mit der Besatzungsmacht. Bezüglich der Ministerratssitzungen enthielt sie nur die Bestimmungen, dass bei Stimmengleichheit im Kabinett diejenige des Ministerpräsidenten ausschlaggebend sei und dass ein Protokoll geführt werden müsse.
Der Art. 43 der Bayerischen Verfassung vom 8. Dezember 1946 definiert die Staatsregierung als „oberste leitende und vollziehende Behörde des Staates“, bestehend aus dem „Ministerpräsidenten, den Staatsministern und den Staatssekretären“. Die Termini „Staatsregierung“, „Kabinett“ und „Ministerrat“ sind seither dabei im praktischen Sprachgebrauch als weitgehend synonym zu setzen, wenn auch in den späteren Geschäftsordnungen der Staatsregierung die Bezeichnung „Ministerrat“ im engeren Sinne auf die regelmäßigen Sitzungen der Regierungsmitglieder angewendet wird.
Entgegen der Vorgabe des Art. 53 der Bayerischen Verfassung wurde zunächst keine neue Geschäftsordnung für die Bayerische Staatsregierung erlassen. Die Arbeit in den Ministerratssitzungen und deren Niederschrift folgten daher den Gewohnheiten und dem Procedere, wie sie sich seit 1945 eingespielt hatten.
Regelmäßige Teilnehmer am Ministerrat waren die Regierungsmitglieder (Minister und Staatssekretäre), die alle in gleicher Weise stimmberechtigt sind, der Leiter der Staatskanzlei, der Protokollführer – ein höherer Beamter der Staatskanzlei – sowie seit 1951 auch der Chef des Presse- und Informationsamtes der Staatskanzlei. Seit 1949 nahm ferner bei der Beratung von Bundesangelegenheiten auch stets ein fachlich zuständiger Referent der Staatskanzlei am Ministerrat teil.
Die Erstausfertigung der Protokolle wurde vom Protokollführer, dem Leiter der Staatskanzlei und dem Ministerpräsidenten gezeichnet und nach Durchsicht und Freigabe durch den Regierungschef und in der Regel zwei bis drei Wochen nach der Ministerratssitzung als hektographiertes Exemplar an die Ressorts verteilt. Es bestand kein Einspruchsrecht der Ressortminister gegen das Protokoll. Erst mit der neuen Geschäftsordnung für die Bayerische Staatsregierung vom 1. August 1952 wurde die Möglichkeit von Einwendungen gegen den Inhalt der Niederschrift, die innerhalb einer Woche der Staatskanzlei mitzuteilen waren und über die der Ministerpräsident entschied, auch formal fixiert.